# 丁雄泉
丁雄泉（英語：Walasse Ting，1929年10月13日—2010年5月17日），生於江蘇無錫，中國著名畫家。
從1960年起到1990年為止，丁雄泉在紐約居住足滿30年，這30年可以說是丁雄泉生命過程中，最為發光發熱的風光歲月。
跟丁雄泉亦師亦友，同時也與金庸、倪匡、黃霑三人並列為香港四大才子的蔡瀾，在一篇評論丁雄泉的文章中說：丁雄泉的畫很陽光也很燦爛，是其他畫家少見的…，亦很難把他的畫歸類，因為他的畫絕非正規，他不模仿別人，也不受他人影響，終有他自己的風格。
因為一生研究「女體」的緣故，使得「女體」成為丁雄泉藝術思想的中心，也是丁雄泉忠於自我，誠懇昭告世人的藝術告白。他在生活上的歡愉，和他作品表現出的言情色感，有論者謂其藝術是「情色的藝術」，但也有「哀情論藝」者視之，說丁雄泉是個狂歌當哭的抒情詩人。

## 生平
丁雄泉自幼在街頭習畫，以素人畫家自居。曾進入上海美術專科學校。1946年，跟隨全家移居香港。1952年，至巴黎，正式投入藝術生涯，與眼鏡蛇畫派（CoBrA）藝術家交遊，像是荷蘭的卡爾阿佩爾(Karel Appel)、康士坦特(Constant)、柯奈爾(Corneille)、丹麥的阿斯葛瓊(Asger Jorn)、比利時的喬塞夫諾瑞特(Joseph Notret)和克里思丁都垂蒙(Christian Dotrement)等人，都是丁雄泉旅歐時期經常來往的畫友。1958年移居紐約，更在國際藝壇開始有了名聲。2002年中風之後，已經無法作畫。
丁雄泉喜歡以女人、花草、鸚鵡和馬為主題，色彩絢麗，經常以「採花大盜」落款。